# Shigeru Sō
Shigeru Sō (宗茂?, Sō Shigeru; Usuki, 9 gennaio 1953) è un ex maratoneta giapponese che vinse la maratona di Tokyo nel 1985.

## Biografia
Ha partecipato a due edizioni dei Giochi olimpici nella maratona:
- Montreal 1976: 20º
- Los Angeles 1984: 17º

## Altre competizioni internazionali
1974
- 16º alla Maratona di Fukuoka ( Fukuoka) - 2h18'32"

1975
- 16º alla Maratona di Fukuoka ( Fukuoka) - 2h15'50"

1976
- 4º alla Maratona di Fukuoka ( Fukuoka) - 2h14'59"
- Bronzo alla Maratona del lago Biwa ( Ōtsu) - 2h18'05"

1978
- Bronzo alla Maratona di Fukuoka ( Fukuoka) - 2h11'41"
- Bronzo alla Maratona del lago Biwa ( Ōtsu) - 2h17'13"

1979
- Argento alla Maratona di Fukuoka ( Fukuoka) - 2h10'37"
- Oro alla Maratona del lago Biwa ( Ōtsu) - 2h13'26"

1981
- Bronzo alla Maratona di Fukuoka ( Fukuoka) - 2h10'19"

1983
- 10º alla Maratona di Tokyo ( Tokyo) - 2h13'18"

1985
- Oro alla Maratona di Tokyo ( Tokyo) - 2h10'32"
- Oro alla Maratona di Pechino ( Pechino) - 2h10'23"

1987
- 21º alla Maratona di Londra ( Londra) - 2h14'53"